# 1504
1504 (MDIV) var ett skottår som började en måndag i den julianska kalendern.

## Händelser

### Januari
- 1 januari – De franska trupperna i Syditalien kapitulerar vid Gaeta. En spansk vicekung installeras i Neapel och Bägge Sicilierna tillhör därefter spanska kronan fram till 1713.
- 21 januari – Svante Nilsson (Sture) väljs till Sveriges riksföreståndare sedan Sten Sture den äldre har avlidit en månad tidigare. Hemming Gadh blir hans minister och krigsöverste.

### Februari
- 15 februari – Ärkebiskop Jakob Ulvsson inviger klosterkyrkan för Mariefreds kloster.
- 16 februari – Sten Sture den äldre begravs i klosterkyrkan i Mariefred.

### Maj
- 18 maj – Stillestånd sluts mellan Sverige och Danmark i Köpenhamn. Häri beslutas om förhandlingar i Kalmar 1505.

### September
- 14 september – Ett stillestånd sluts mellan Sverige och Ryssland i Viborg.

### November
- 17 november – Svante Nilsson Sture gifter sig med Mette Ivarsdotter (Dyre).

### Okänt datum
- Navassaön upptäcks av spanska upptäcktsresande.[1]
- Danskarna går åter i krig mot Sverige.
- Erik Johansson (Vasa) blir hövitsman i Finland.
- Den portugisiska regeringen halverar priset på peppar vilket resulterar i en enorm ökning av konsumtionen i Portugal.
- Kabul i Afghanistan erövras av Babur, ättling till Timur Lenk.

## Födda
- 17 januari – Pius V, född Antonio Ghislieri, helgon, påve 1566–1572.
- 28 januari – Anna II av Stolberg, tysk abbedissa och regerand furstinna av Quedlinburg.
- 29 oktober – Sin Saimdang, koreansk konstnär.
- 13 november – Filip den ädelmodige, lantgreve av Hessen-Kassel 1509–1567.

## Avlidna
- 31 augusti – Scholastica von Anhalt, tysk abbedissa.
- 26 november – Isabella I av Kastilien, regerande drottning av Spanien från 1474, född 1451.

### Fotnoter
1. ↑  World Statesmen (läst 4 april 2011)